# آی‌ئی‌سی ۶۱۹۶۸
IEC 61968 شامل یک سری استاندارد در حال توسعه‌است که سعی می‌کند تبادل اطلاعات و ارتباط بین سیستم‌های توزیع نیروی برق را بیان نماید. این استانداردها توسط کارگروه چهاردهم از کمیته فنی پنجاه و هفتم IEC در حال توسعه می‌باشد (IEC TC57 WG14).
این سری استاندارد حیطه ارتباط بین نرم‌افزاری را در یکپارچه سازی سیستم‌های نرم‌افزاری که نیازمند جمع‌آوری داده‌های مختلف می‌باشد پوشش می‌دهد. در واقع این استانداردها راهنمای ایجاد بستر مناسب برای ارتباط داده در بین نرم‌افزارهای مختلف می‌باشد.
این سری از استانداردها سعی در تعریف رابطه‌های مورد نیاز برای تمامی عناصر اصلی در معماری سیستم‌های مدیریت توزیع توزیع_انرژی_الکتریکی دارد. این استانداردها همچنین ارائه روش برای سیستم‌های واسط (میان برنامه‌ای) که خدمات مورد نیاز این ارتباطات را فراهم می‌کنند پوشش می‌دهند.

## استانداردها
- ۶۱۹۶۸–۱ معماری واسط‌ها و نیازهای عمومی (منتشر شده‌است)
- ۶۱۹۶۸–۲ واژه نامه (منتشر شده‌است)
- ۶۱۹۶۸–۳ رابط برای " عملیات شبکه " [NO] (منتشر شده‌است)
- ۶۱۹۶۸–۴ رابط برای "سوابق و مدیریت دارایی" [AM] (منتشر شده‌است)
- ۶۱۹۶۸–۵ رابط برای "برای برنامه عملیاتی و بهبود" [OP] (در حال تکمیل)
- ۶۱۹۶۸–۶ رابط برای "نگهداری و ساخت" [MC] (در حال تکمیل)
- ۶۱۹۶۸–۷ رابط برای "برنامه ریزی گسترش شبکه" [NE] (در حال تکمیل)
- ۶۱۹۶۸–۸ رابط برای "خدمات مشترکین" [CS] (در حال تکمیل)
- ۶۱۹۶۸–۹ رابط برای "قرائت و کنترل کنتور" [MR] (منتشر شده‌است)
- ۶۱۹۶۸–۱۰ رابط برای عملکرد کسب و کار بیرونی به مدیریت توزیع (در حال نکمیل)

این قسمت شامل مدیریت و بازار انرژی [EMS]، خرده فروشی [RET]، تأمین و تهیه [SC]، مدیریت مالی مشترکین[ACT]، مالی [FIN]، مکان [PRM] و منابع انسانی[HR] می‌باشد
- ۶۱۹۶۸–۱۱ مدل اطلاعاتی مشترک (CIM) ضمیمه‌های مربوط به توزیع (در حال تکمیل)
- ۶۱۹۶۸–۱۲ مدل اطلاعاتی مشترک (CIM) یوز کیس‌های ۶۱۹۶۸ (در حال تکمیل)
- ۶۱۹۶۸–۱۳ مدل اطلاعاتی مشترک (CIM) مدل RDF نحوه ردوبدل برای توزیع
- ۶۱۹۶۸-۱۴-۱-۳ تا ۱۰-۱-۱۴ پیشنهاد IEC برای همانگی بین MultiSpeak و IEC۶۱۹۶۸ (در حال تکمیل)
- ۶۱۹۶۸-۱۴-۲-۳ تا ۱۰-۲-۱۴ پیشنهاد IEC جهت ایجاد یک پروفایل CIM برای پیاده‌سازی کارکردی مشابه MultiSpeak (در حال تکمیل)

## مدل مرجع

مدل مرجع

## مجموعه و زیر مجموعه‌های ۶۱۹۶۸
مدل اطلاعاتی مشترک ۶۱۹۶۸ به صورت مجموعه و زیر مجموعه‌های ذیل تعریف شده‌است
- Common

```
ActivityRecord
Agreement
Document
ElectronicAddress
GeoLocation
Location
Organisation
PositionPoint
TelephoneNumber
TimePoint
TimeSchedule
UserAttribute
```

- WiresExt

```
DistributionLineSegment
DistributionTapChanger
DistributionTransformer
DistributionTransformerWinding
PerLengthPhaseImpedance
```

- Assets

```
Asset
AssetContainer
AssetFunction
ComMediaAsset
ElectricalInfo
Seal
```

- AssetModels

```
AssetModel
CableInfo
ConcentricNeutralCableInfo
ConductorInfo
DistributionWindingTest
EndDeviceModel
OpenCircuitTest
OverheadConductorInfo
ShortCircuitTest
TapeShieldCableInfo
ToWindingSpec
TransformerInfo
WindingInfo
WireArrangement
WireType
```

- Work

```
WorkKind
Work
```

- Customers

```
Customer
CustomerAccount
CustomerAgreement
PricingStructure
ServiceCategory
ServiceLocation
Tariff
```

- Metering

```
ComFunction
DemandResponseProgram
DeviceFunction
ElectricMeteringFunction
EndDeviceAsset
EndDeviceControl
EndDeviceEvent
EndDeviceGroup
IntervalBlock
IntervalReading
MeterAsset
MeterReading
MeterServiceWork
Pending
Reading
ReadingQuality
ReadingType
Register
SDPLocation
ServiceDeliveryPoint
```

- LoadControl

```
RemoteConnectDisconnectInfo
ConnectDisconnectFunction
```

- Payment Metering

```
AccountMovement
AccountingUnit
BankAccountDetail
Due
LineDetail
AuxiliaryAccount
AuxiliaryAgreement
Card
Cashier
CashierShift
Charge
Cheque
ConsumptionTariffInterval
MerchantAccount
MerchantAgreement
PointOfSale
Receipt
ServiceSupplier
Shift
TariffProfile
Tender
TimeTariffInterval
Transaction
Transactor
Vendor
VendorShift
```

## موارد مرتبط
- IEC ۶۱۹۷۰
- MultiSpeak
- CIM
- IEC ۶۱۸۵۰